# Mirta Acuña de Baravalle
Mirta Acuña de Baravalle   (Uribelarrea, 15 de juliol de 1925 - San Martín, 1 de novembre de 2024) va ser una activista pels drets humans argentina i una de les dotze fundadores de l'Asociación Madres de Plaza de Mayo i, després, d'Àvies de la Plaza de Mayo.

## Biografia
El 26 d'agost de 1976, durant la dictadura militar, autodenominada Procés de Reorganització Nacional (1976-1983), va ser segrestada i desapareguda la seva filla Ana María Baravalle, que es trobava embarassada, al costat del seu gendre, Julio César Galizzi.

### Madres de Plaza de Mayo
Els mesos següents va buscar els seus familiars sola i sense suport. Al començament de 1977 va integrar el primer grup de mares i familiars que es van començar a reunir a la Plaza de Mayo de Buenos Aires a fi de denunciar públicament la desaparició forçada dels seus fills per part del terrorisme d'estat, grup que després seria conegut com les Madres de Plaza de Mayo i del qual va ser una de les seves dotze fundadores.
L'octubre de 1977 va rebre la invitació d'Alicia Zubasnabar de De la Cuadra «Licha», també participant de les rondes de les Mares, per a formar un grup especial d'àvies buscant els seus nets i netes desapareguts. Va ser també una de les dotze dones fundadores d'Àvies de la Plaza de Mayo.
El 1986, per discrepàncies internes l'Associació Madres de Plaza de Mayo es va fracturar. Mirta Acuña va integrar el sector anomenat Madres de Plaza de Mayo Línea Fundadora.

### Àvies de la Plaza de Mayo

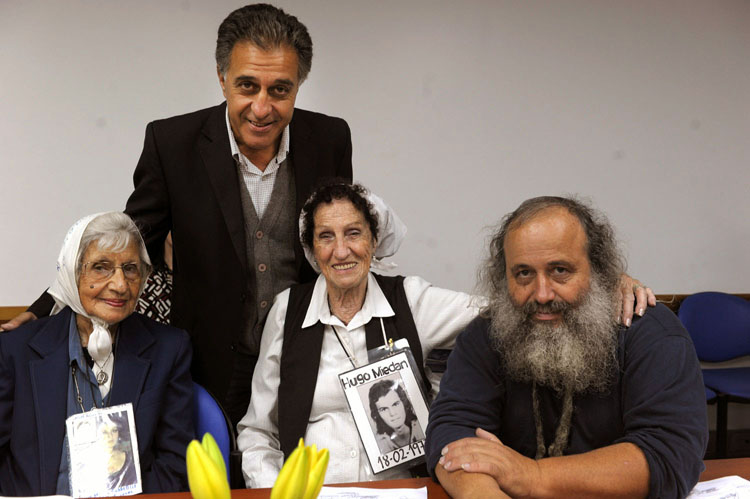
Mirta Baravalle al costat d'Elia Espen i Enrique Fukman; dret, el diputat Néstor Pitrola (PO-FIT) durant una audiència per a la destitució del general César Milani.

El cop d'estat del 24 de març de 1976 va establir un règim feixista que va tenir com a eix vertebrador la desaparició forçada dels opositors i la imposició d'un clima de terror destinat a evitar qualsevol reivindicació. El sol fet de preguntar pel parador d'un familiar detingut-desaparegut era arriscat i podia comportar al seu torn en la detenció-desaparició. La situació d'indefensió i impotència dels familiars de les persones desaparegudes era extrema, ja que cap democràcia del món, ni l'Església Catòlica, de gran influència al país, ni les organitzacions internacionals humanitàries, estaven disposades a condemnar les atrocitats comeses pel règim militar i, en alguns casos, fins i tot cooperaven amb la repressió il·legal. Tampoc no era possible recórrer al sistema judicial, ja que els jutges argentins rebutjaven sistemàticament els recursos d'habeas corpus.
En aquestes condicions un grup de mares, pares i familiars dels desapareguts van iniciar un moviment de resistència no-violenta, que es tornaria històric. La proposta va sorgir d'Azucena Villaflor, després desapareguda i assassinada per la dictadura:
| « | Hem d'anar directament a la Plaza de Mayo i quedar-nos allà fins que ens donin una resposta. | » |

El 30 d'abril de 1977 van començar a marxar cada dijous al voltant de la Piràmide de Mayo, a la plaça del mateix nom, situada davant de la Casa Rosada. Per a cridar l'atenció, les dones van decidir cobrir-se el cabell amb un mocador de tela blanc. El grup va rebre ràpidament el nom de Madres de Plaza de Mayo i la seva sola presència va començar a exercir pressió nacional i internacional sobre el destí de les persones que desapareixien a l'Argentina. Inicialment el règim militar va intentar explicar la presència d'aquestes persones caminant al voltant de la piràmide titllant-les de «boges». Entre aquestes mares-àvies es trobava Alicia Zubasnabar de De la Cuadra, que havia començat a participar en les rondes al setembre de 1977 juntament amb el seu espòs i Hebe de Bonafini.
D'altra banda, María Isabel Chorobik de Mariani havia començat a buscar altres mares de desapareguts que, com ella, també estiguessin buscant els seus nets. Mariani havia estat impulsada a agrupar-se amb altres àvies per l'advocada Lidia Pegenaute.
| « | El dia que vaig conèixer Alicia vam començar a xerrar i vam perdre la noció del temps. Aquell dia vaig descobrir el que realment estava passant i vaig entendre que la recerca s'havia de fer d'una altra manera, que no hi havia un sol infant desaparegut sinó almenys dos. I si n'hi havia dos, quants més podria haver-hi? Per primera vegada vaig tenir l'horrorosa sensació que no trobàvem els infants perquè no ens els volien lliurar. | » |

Aquell dia María Isabel Mariani i Alicia de De la Quadra van prendre la decisió d'agrupar-se com a àvies i van convocar aquelles dones que coneixien de les rondes dels dijous a la Plaza de Mayo.
| «                | Licha va buscar les altres àvies que ja coneixia de la Plaza de Mayo, ens vam reunir i vam decidir començar a treballar juntes. Érem 12 en aquell moment. A mi em va sorprendre veure-les amb tanta serenitat. Jo era una desferra, un plor continu, les veia a elles tan serenes i deia "he de ser com elles". Primer ens vam donar a conèixer com a «Abuelas Argentinas con Nietitos Desaparecidos». Però vam anar creixent, la gent va començar a conèixer-nos i a anomenar-nos les Àvies de Plaza de Mayo. | » |
| — Chicha Mariani | |   |

Les dotze mares-àvies fundadores van ser: Maria Isabel Chorobik de Mariani, Beatriz H. C. Aicardo de Neuhaus, Eva Márquez de Castillo Barrios, Alícia Zubasnabar de De la Cuadra, Vilma Delinda Sesarego de Gutiérrez, Mirta Acuña de Baravalle, Haydeée Vallino de Lemos, Leontina Pobla de Pérez, Delia Giovanola de Califano, Raquel Radio de Marizcurrena, Clara Jurado i Maria Eugenia Casinelli de García Irureta Goyena. Licha Zubasnabar va ser la seva primera presidenta. Inicialment van adoptar el nom de Abuelas Argentinas con Nietitos Desaparecidos però el 1980 van acabar organitzant-se legalment amb la denominació per la qual ja eren públicament reconegudes: Abuelas de Plaza de Mayo.
Aquest subgrup va comprendre que la situació dels infants segrestats per les forces de seguretat era diferent de la dels seus pares i que es precisaven estratègies i metodologies específiques per a recuperar-los: «Buscar els seus nets sense oblidar els seus fills», va ser la consigna que les va agrupar. Durant la dictadura militar i malgrat els riscos, les Àvies de la Plaza de Mayo van iniciar una tasca detectivesca per a localitzar els seus nets, sense abandonar la recerca dels seus fills, alhora que van emprendre una acció de sensibilització nacional i internacional sobre els infants desapareguts i el robatori de nadons.
Un cop recuperada la democràcia el 10 de desembre de 1983, les Àvies van promoure la utilització dels últims avenços genètics per establir un sistema d'identificació dels infants robats, sense precedents al món, i van pressionar perquè l'Estat enjudiciés els responsables dels segrestos dels infants considerant-los part d'un pla repressiu.

## Pensament
| « | Mentrestant reconeixement, no dic reconciliació ni perdó, perquè perdó no pot haver-ne mai, mai, si més no nosaltres, la nostra generació, especialment les mares. Jo no dic els germans, però les mares mai no podrem reconciliar-nos amb els qui van portar a aquest con d'ombres els nostres fills, perquè en tot cas per parlar de reconciliació o perdó han de ser ells els qui perdonin, els que no hi són, els desapareguts. No nosaltres, jo puc perdonar pel que em van fer a mi, perquè em van fer patir, perquè estic patint, però jo mai no podré perdonar el que li van fer a la meva filla, al meu gendre, al meu net, i a tota aquesta generació, a tota aquesta gent que una sap com van patir. Venjança mai, i una sempre ho diu. No hem demanat venjança, només justícia. Des del que jo sento, potser hi hagi reconciliació després de diverses generacions, perquè en la generació nostra impossible. Hi ha una generació que no hi és, hi són els germans i el dolor d'ells és infinit, es van emportar els seus germans, els falta part d'ells com un nucli familiar, falta un ésser estimat i aquí hi ha un forat. Després de la generació dels nostres fills, són els nostres nets i els nostres nets com poden reconciliar-se amb els que van sotmetre els seus pares a aquest turment, i després estan els besnets. Tant d'una part afectada com de l'altra, és a dir de la dictadura, de tots els infames que laboraren aquest extermini, serà a través del pas del temps, que es vagi perdent aquest enfrontament, però ara no ho crec possible. | » |

## Suport a Catalunya
El gener de 2021, fou una de les 50 personalitats que va signar el manifest «Dialogue for Catalonia», promogut per Òmnium Cultural i publicat a The Washington Post i The Guardian, a favor de l'amnistia dels presos polítics catalans i del dret d'autodeterminació en el context del procés independentista català. Els signants lamentaren la judicialització del conflicte polític català i conclogueren que aquesta via, lluny de resoldre'l, l'agreujava: «ha comportat una repressió creixent i cap solució». Alhora, feren una crida al «diàleg sense condicions» de les parts «que permeti a la ciutadania de Catalunya decidir el seu futur polític» i exigiren la fi de la repressió i l'amnistia per als represaliats.